# Adam Cecot
Adam Cecot ps. „Sosna” (ur. 24 czerwca 1925 w Korytnicy, zm. 4 marca 2011) – polski działacz ruchu ludowego oraz działacz kombatancki, wiceprezes Zarządu Głównego Ogólnopolskiego Związku Żołnierzy Batalionów Chłopskich w Warszawie, prezes Zarządu Związku Żołnierzy Batalionów Chłopskich - Okręg Kielce, wieloletni członek Wojewódzkiej Rady Kombatantów i Osób Represjonowanych.
Działalność w ruchu ludowym rozpoczął od wstąpienia do Związku Młodzieży Wiejskiej Siew. W czasie okupacji niemieckiej został żołnierzem Batalionów Chłopskich. Początkowo był łącznikiem komendanta BCh Władysława Suchojada, następnie brał udział w atakach na posterunki policji niemieckiej i urzędy gmin. Latem 1944 uczestniczył w atakach na niemieckie kolumny wycofujące się pod naporem Armii Czerwonej. W BCh był też zastępcą komendanta gminnego Ludowej Straży Bezpieczeństwa. Po zakończeniu wojny awansowany do stopnia porucznika.  